# Brian Propp
Brian Propp (* 15. února 1959) je bývalý kanadský hokejista, který odehrál v National Hockey League celkem 15 sezón. Pětkrát hrál se svým týmem ve finále Stanley Cupu, ani jednou se však z jeho zisku netěšil.

## Hráčská kariéra

### Klubová kariéra
Po úspěšných letech v juniorské Western Hockey League byl draftován do NHL v roce 1979 týmem Philadelphia Flyers. V lize debutoval v následující sezóně a hned v prvním utkání vstřelil vítězný gól. Hrával v řadě s výbornými útočníky Bobby Clarkem a Reggie Leachem, s nimiž si dobře rozuměl a to přispělo k jeho úspěšnému startu v NHL. V první sezóně zaznamenal 75 bodů a v žádné z následujících deseti sezón neklesl pod 65 bodů za rok. S Philadelphií se třikrát dostal do finále Stanley Cupu, pokaždé však s neúspěšným koncem. Závěr ročníku 1989/1990 odehrál v Bostonu, v němž zažil další prohru ve finále Stanley Cupu. Od sezóny 1990/1991 hrával za Minnesota North Stars. Zde se s týmem hned v prvním roce opět dostal až do finále play-off, popáté v kariéře, ale ani tentokrát se ze zisku Stanley Cupu netěšil, když jeho tým podlehl Pittsburghu. V roce 1993 si krátce odskočil do Švýcarska, kde hrával za HC Lugano a posílil kanadskou reprezentaci na Spenglerův pohár. Jeho poslední sezónou v NHL byl ročník 1993/1994, v němž hrával za Hartford Whalers. Zaznamenal sice jen 29 bodů, ale překonal metu 1000 kanadských bodů i 1000 utkání v NHL. Během výluky v NHL 1994/1995 působil jako hrající trenér ve druhé francouzské lize, do NHL se již aktivně nezapojil.

### Reprezentační kariéra
Kanadu reprezentoval na mistrovství světa nejprve v kategorii juniorů – v roce 1979, poté dvakrát i v seniorské kategorii (v letech 1982 a 1983 – v obou případech pomohl vybojovat bronzové medaile. V roce 1987 byl nominován do silného národního týmu na Kanadský pohár. V hvězdném týmu hrával v řadě s Waynem Gretzkym a Mariem Lemieuxem a přispěl k zisku zlaté medaile.

## Úspěchy a ocenění
Týmové
- pětkrát finalista Stanley Cupu (v letech 1979/1980, 1984/1985 a 1986/1987 – vždy s Philadelphia Flyers, 1990 s Boston Bruins, 1991 s Minnesota North Stars)
- vítěz Kanadského poháru 1987
- dvakrát bronzová medaile z mistrovství světa – v letech 1982 a 1983 – vše s Kanadou

Individuální
- třikrát člen All-star týmu WHL/WCHL – v letech 1977, 1978 a 1979
- účastník NHL All-Star Game v letech 1980, 1982, 1984, 1986 a 1990

## Rekordy
Rekord NHL
- nejvíce bodů hráče na postu levého křídla v utkáních play-off (148)

Klubový rekord Minnesota North Stars/Dallas Stars
- nejvíce přesilovkových gólů v play-off v jedné sezóně (8 v sezóně 1990/1991)

Klubový rekord Philadelphia Flyers
- nejvíce vítězných gólů (55)

Rekordy WHL
- nejvíce gólů, asistencí i bodů levého křídla v jedné sezóně WHL (94, 112 resp. 194)

## Klubové statistiky
| Sezona     | Klub                  | Soutěž     | Základní část | Základní část | Základní část | Základní část | Základní část | Play off | Play off | Play off | Play off | Play off |
| Sezona     | Klub                  | Soutěž     | Z             | G             | A             | B             | TM            | Z        | G        | A        | B        | TM       |
| ---------- | --------------------- | ---------- | ------------- | ------------- | ------------- | ------------- | ------------- | -------- | -------- | -------- | -------- | -------- |
| 1975–76    | Melville Millionaires | SJHL       | 57            | 76            | 92            | 168           | 36            | —        | —        | —        | —        | —        |
| 1976–77    | Brandon Wheat Kings   | WCHL       | 72            | 55            | 80            | 135           | 47            | 16       | 14       | 12       | 26       | 5        |
| 1977–78    | Brandon Wheat Kings   | WCHL       | 70            | 70            | 112           | 182           | 200           | 8        | 7        | 6        | 13       | 12       |
| 1978–79    | Brandon Wheat Kings   | WHL        | 71            | 94            | 100           | 194           | 127           | 22       | 15       | 23       | 38       | 40       |
| 1979–80    | Philadelphia Flyers   | NHL        | 80            | 34            | 41            | 75            | 54            | 19       | 5        | 10       | 15       | 29       |
| 1980–81    | Philadelphia Flyers   | NHL        | 79            | 26            | 40            | 66            | 110           | 12       | 6        | 6        | 12       | 32       |
| 1981–82    | Philadelphia Flyers   | NHL        | 80            | 44            | 47            | 91            | 117           | 4        | 2        | 2        | 4        | 4        |
| 1982–83    | Philadelphia Flyers   | NHL        | 80            | 40            | 42            | 82            | 72            | 3        | 1        | 2        | 3        | 8        |
| 1983–84    | Philadelphia Flyers   | NHL        | 79            | 39            | 53            | 92            | 37            | 3        | 0        | 1        | 1        | 6        |
| 1984–85    | Philadelphia Flyers   | NHL        | 76            | 43            | 54            | 97            | 43            | 19       | 8        | 10       | 18       | 6        |
| 1985–86    | Philadelphia Flyers   | NHL        | 72            | 40            | 57            | 97            | 47            | 5        | 0        | 2        | 2        | 4        |
| 1986–87    | Philadelphia Flyers   | NHL        | 53            | 31            | 36            | 67            | 45            | 26       | 12       | 16       | 28       | 10       |
| 1987–88    | Philadelphia Flyers   | NHL        | 74            | 27            | 49            | 76            | 76            | 7        | 4        | 2        | 6        | 8        |
| 1988–89    | Philadelphia Flyers   | NHL        | 77            | 32            | 46            | 78            | 37            | 18       | 14       | 9        | 23       | 14       |
| 1989–90    | Philadelphia Flyers   | NHL        | 40            | 13            | 15            | 28            | 31            | —        | —        | —        | —        | —        |
| 1989–90    | Boston Bruins         | NHL        | 14            | 3             | 9             | 12            | 10            | 20       | 4        | 9        | 13       | 2        |
| 1990–91    | Minnesota North Stars | NHL        | 79            | 26            | 47            | 73            | 58            | 23       | 8        | 15       | 23       | 28       |
| 1991–92    | Minnesota North Stars | NHL        | 51            | 12            | 23            | 35            | 49            | 1        | 0        | 0        | 0        | 0        |
| 1992–93    | Minnesota North Stars | NHL        | 17            | 3             | 3             | 6             | 0             | —        | —        | —        | —        | —        |
| 1992–93    | HC Lugano             | NLA        | 24            | 21            | 6             | 27            | 32            | 9        | 5        | 1        | 6        | 28       |
| 1993–94    | Hartford Whalers      | NHL        | 65            | 12            | 17            | 29            | 44            | —        | —        | —        | —        | —        |
| 1994–95    | HC Anglet             | FRA-2      | 27            | 32            | 19            | 51            | 74            | —        | —        | —        | —        | —        |
| NHL celkem | NHL celkem            | NHL celkem | 1016          | 425           | 579           | 1004          | 830           | 160      | 64       | 84       | 148      | 151      |
| WHL celkem | WHL celkem            | WHL celkem | 213           | 219           | 292           | 511           | 374           | 46       | 36       | 41       | 77       | 57       |

### Reprezentační statistiky
| 1979                     | Kanada                   | MSJ                      | 5  | 2  | 1 | 3  | 2  |
| 1982                     | Kanada                   | MS                       | 10 | 3  | 1 | 4  | 4  |
| 1983                     | Kanada                   | MS                       | 10 | 4  | 4 | 8  | 6  |
| 1987                     | Kanada                   | KP                       | 9  | 2  | 2 | 4  | 2  |
| 1992                     | Kanada                   | SC                       | 3  | 3  | 1 | 4  | 2  |
| Seniorská reprez. celkem | Seniorská reprez. celkem | Seniorská reprez. celkem | 32 | 12 | 8 | 20 | 14 |